# Husie socken
Husie socken i Skåne ingick i Oxie härad, uppgick 1935 i Malmö stad och området ingår sedan 1971 i Malmö kommun och motsvarar från 2016 Husie distrikt.
Socknens areal var 12,82 kvadratkilometer varav 12,75 land.  År 2000 fanns här 14 533 invånare. En del av Malmö inom stadsdelen Husie med Jägersro och sockenkyrkan Husie kyrka ligger i socknen. 

## Administrativ historik
Socknen har medeltida ursprung.
Vid kommunreformen 1862 övergick socknens ansvar för de kyrkliga frågorna till Husie församling och för de borgerliga frågorna bildades Husie landskommun. Landskommunen uppgick 1935 i Malmö stad som ombildades 1971 till Malmö kommun. Församlingen uppgick 2002 i Husie och Södra Sallerups församling men återbildades 2014 med en utökad omfattning .
1 januari 2016 inrättades distriktet Husie, med samma omfattning som församlingen hade 1999/2000.
Socknen har tillhört län, fögderier, tingslag och domsagor enligt vad som beskrivs i artikeln Oxie härad. De indelta soldaterna tillhörde Södra skånska infanteriregementet, Livkompaniet och Skånska husarregementet, Hoby skvadron, Månstorps kompani.

## Geografi

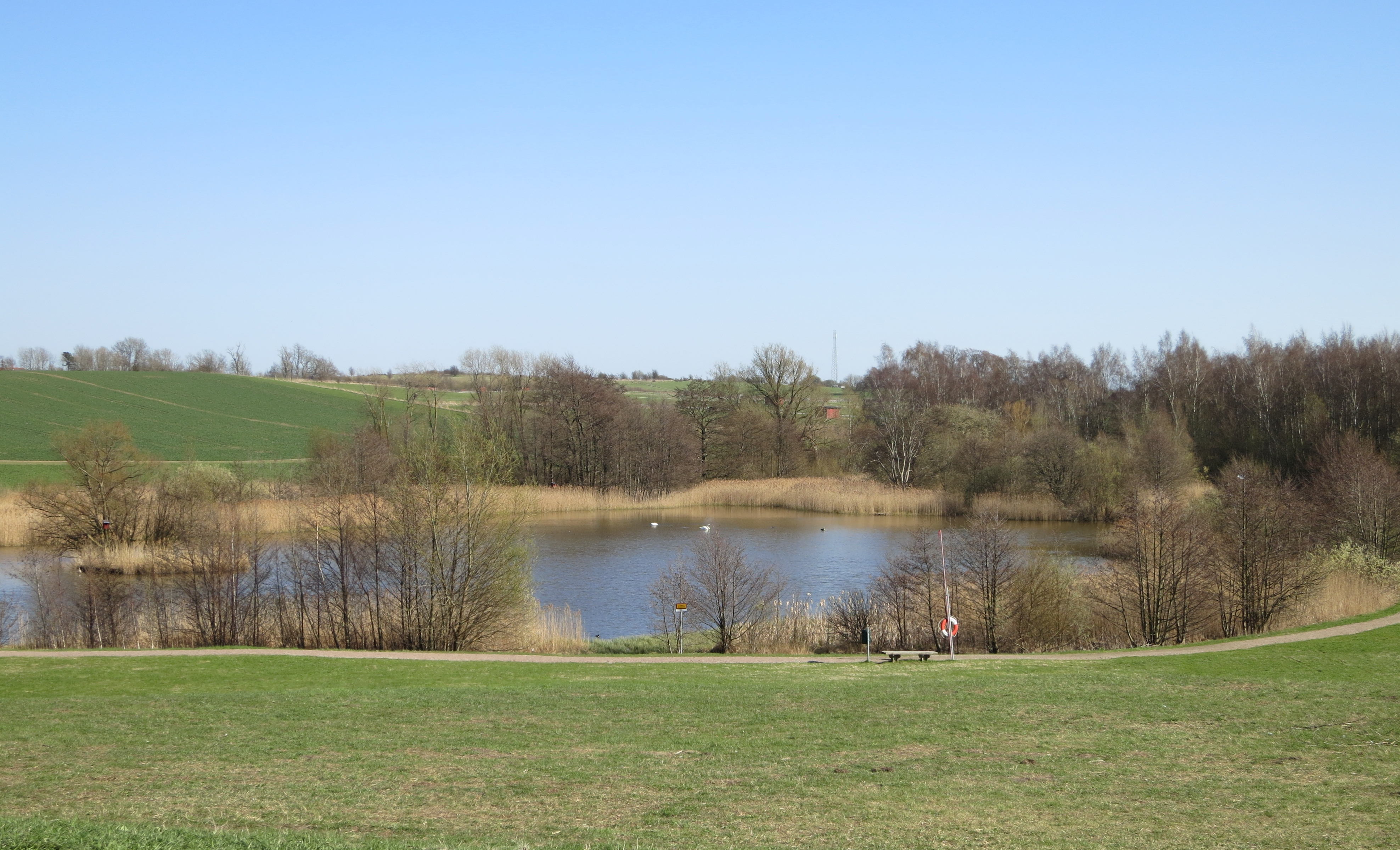
Husie mosse

Husie socken ligger i östra Malmö. Socknen är slättbygd, kuperad i sydost, som tidigare var en odlingsbygd och numera är tätbebyggd.

## Fornlämningar
Boplatser och gravar från stenåldern är funna. Från bronsåldern finns åtta bevarade gravhögar och boplatser. Även funna är boplatser och gravar från järnåldern och flintgruvor från stenåldern.

## Namnet
Namnet skrevs 1345 Hwsä och kommer från kyrkbyn. Namnet innehåller hus i någon specialbetydelse, oklar vilken..